# Reši nas hudega
Reši nas hudega (izviren angleški naslov: Deliver Us from Evil) je ameriška nadnaravna grozljivka iz leta 2014, delo režiserja Scotta Derricksona. Producent filma je Jerry Bruckheimer. Posnet je po knjigi Beware the Night iz leta 2001, delo avtorjev Ralpha Sarchija in Lise Collier Cool, ki naj bi bila napisana po resničnih dogodkih. V filmu igrajo Eric Bana, Édgar Ramírez, Sean Harris, Olivia Munn, in Joel McHal v glavnih vlogah. Premierno je bil prikazan 2. julija 2014.
Kljub mešanim odzivom je film doživel prodajni uspeh, saj je ob proračunu 30 milijonov USD, prinesel več kot 87,9 milijona USD prihodkov.

## Vsebina
Film se začne leta 2010 v provinci Diyala v Iraku. Trije ameriški marinci odkrijejo jamski sistem in začnejo kričati, ko se njihova video kamera ugasne. V Bronxu izkušen newyorški policist Ralph Sarchie (Eric Bana) stoji ob truplu dojenčka v temni ulici. S partnerjem Butlerjem (Joel McHale) nato nadaljujeta z delom. Prejmeta klic na pomoč ženske, ki živi z nekdanjim marincem. Sarchie pove Butlerju, da »radar« zaznava nekaj in da marinec morda še vedno misli, da je v vojni. 
Ko prispeta na kraj dogodka, najdeta potetoviranega bivšega marinca Jimmya Tratnerja (Chris Coy) brez majice, ki trdi, da je z ženo vse v redu. Ko vidita ženin obraz, opazita, da je zelo pretepena. Jimmya aretirata, čeprav ju napade z nožem in rani Sarchieja. Opazita, da ima Jimmy poškodovane nohte, zato sumita, da je psihično neuravnovešen ali pa drogiran.
Sarchieja in Butlerja nato pokličejo v živalski vrt v Bronxu, kjer je ženska odvrgla svojega otroka v jarek, ki obkroža kletko z levi. Žensko kmalu najdeta, kako koplje po tleh z rokami in si govori besedilo pesmi »Break On Through (To the Other Side)«. Sarchie opazi pleskarja v levji kletki in vstopi, da bi ga zaslišal, vendar ga napadejo levi in komaj pobegne.
Ko žensko iz živalskega vrta, Jane Crenna, pripeljejo v ustanovo za psihične bolnike, tja prispe jezuitski duhovnik Mendoza (Édgar Ramírez) in policiste vpraša po Janejinem obnašanju v živalskem vrtu. Ko dobita s Butlerjem še en klic, ima Sarchie spet dober občutek glede njega. Skupaj obiščeta tričlansko družino, kjer luči in sveče nočejo goreti. 
Družina jima pojasni, da sta v kleti, kjer se dogaja največ nenavadnih stvari, delala dva pleskarja. V kleti Sarchie odkrije že močno razpadlo truplo enega izmed njiju, Davida Griggsa. V Griggsovem stanovanju kasneje najdejo vizitke njegovega pleskarskega podjetja in sliko Griggsa z Jane Carenna ter otrokom, ki ga je vrgla v jarek. Na drugi sliki pa so Griggs, Jimmy Tratner in tretji marinec Santino (Sean Harris). Ugotovijo, da je Santino najbrž pleskar iz živalskega vrta. 
Mendoza obišče Sarchieja in ga prosi za videoposnetke nadzornih kamer v živalskem vrtu, saj verjame, da je Jane obsedena z demoni. Sarchie ostane skeptičen, dokler si sam ne ogleda posnetkov z Butlerjem, na katerih sliši in vidi stvari, ki jih on ne. Sarchie še enkrat obišče stanovanje Jimmyja Tratnerja in odkrije, da je stena v Jimmyevi domači pisarni prepleskana. Barvo spraska stran in odkrije piktogram sove. Sarchijeva hči medtem doma leži v postelji, ko plišasta sova začne strmeti vanjo. Zbudijo in prestrašijo jo čudni zvoki.
Sarchie spraska barvo od začetka do konca in najde starodavne latinske piktograme. Nato si ogleda Tratnerjeve posnetke iz Iraka, na katerih se v jami pojavi enak napis. Nato se odpravi še v klet, kjer so našli Griggsovo truplo, ter tudi tam najde napis. Še enkrat si ogleda posnetke iz živalskega vrta, kjer opazi, da je bil na steni levje kletke enak napis, vendar ga je Santino prepleskal. Z Mendozo obiščeta v psihiatrični bolnišnici Jane Crenna. Sarchie ji pokaže napis, ki ga je fotografiral, Jane pa ga ugrizne. 
Mendoza pojasni, da napis predstavlja nekakšen most med krščanstvom in poganstvom, kar pomeni, da so vrata demonom, ki lahko tako vstopijo v človeški svet. Mendoza pove Satchieju, da so nekateri ljudje dovzetnejši za te napise, zato lahko Sarchie sliši in vidi nekatere stvari na posntekih in to pojasni tudi njegov »radar«. Izmenjata si svoje življenjske zgodbe. Mendoza nato s Sarchiejem in Butlerjem odide v stanovanjsko hišo, kjer ju napadeta Santino in Jimmy Tratner. Mendoza ukroti Tratnerja s križem, medtem pa Santino ubije Butlerja in pobegne. 
Medtem se pri Sarchieju doma njegova hči ponovno zbudi sredi noči. Ko zapusti svojo sobo, opazi Santina na hodniku. Sarchie pride domov in najde Santina v dnevni sobi, ta pa mu pove, da je ugrabil njegovo hčer in ženo. Santina pripelje do Mendoze, ki izvede izganjanje hudiča. Sarchiejevo ženo in hči nato najdejo v kombiju pleskarskega podjetja, kjer je delal Santino. Film se konča s krstom Sarchiejevega drugega otroka.

## Igralci
- Eric Bana kot Ralph Sarchie, newyorški policist, ki je opustil vero v Boga, čeprav ima opravka s hudičem.
- Édgar Ramírez kot Mendoza, španski duhovnik, ki se združi z Ralphom.
- Olivia Munn kot Jen Sarchie, Ralphova žena, ki je vpletena v primer.
- Sean Harris kot Santino, marinec ki je obseden z demoni in skuša ločiti Ralpha od njegovih ljubljenih.
- Joel McHale kot Butler, Ralphov partner in izkušen policist.
- Chris Coy kot Jimmy Tratner
- Dorian Missick kot Gordon
- Lulu Wilson kot Christina Sarchie, Ralphova hči.
- Olivia Horton kot Jane Crenna
- Rhona Fox kot oskrbnica v živalskem vrtu
- Valentina Rendón kot Claudia